# Прейвэнг (город)
Прейвэнг (кхмер. ក្រុងព្រៃវែង) — город в юго-восточной части Камбоджи. Административный центр провинции Прейвэнг

## География
Прейвэнг расположен примерно в 70 км к востоку от столицы страны, города Пномпень. К западу от города расположено крупное озеро, однако в период с марта по август оно пересыхает.

## Население
По данным на 2013 год численность населения составляет 32 562 человека.
Динамика численности населения города по годам:
| 1990   | 2008   | 2013   |
| ------ | ------ | ------ |
| 41 456 | 33 079 | 32 562 |

## Транспорт
Через Прейвэнг проходит национальная трасса № 11, соединяющая его с городом Кампонгтям.